# Гіршман Леонард Леопольдович
Леона́рд Леопо́льдович Гі́ршман (25 березня 1839, Курляндська губернія Російської імперії (тепер Тукумс, Латвія) — 3 січня 1921, Харків) — видатний український науковець, офтальмолог, педагог, заслужений професор медичного факультету Харківського університету. Почесний громадянин міста Харкова.

## Життєпис

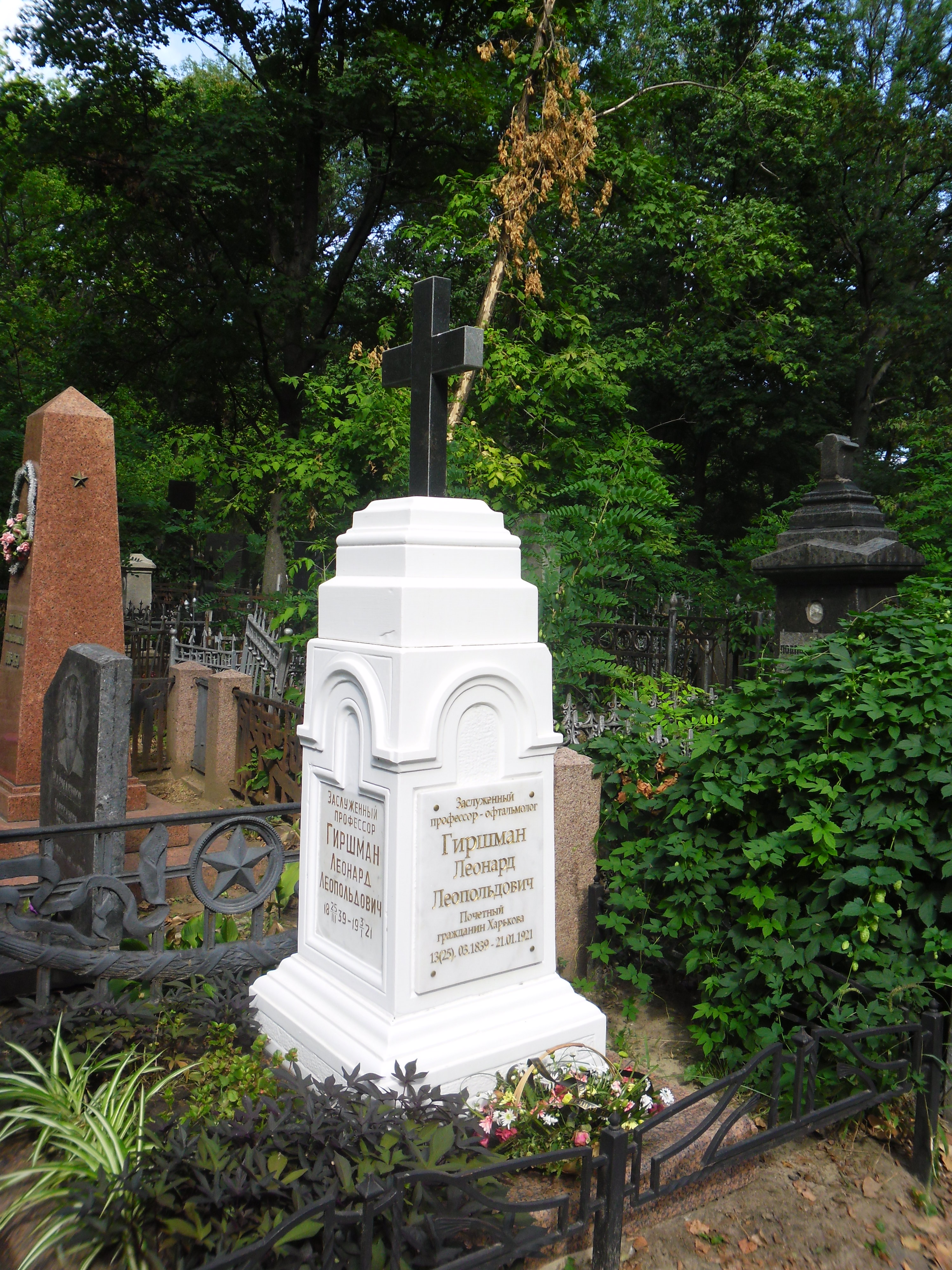
Пам'ятник на могилі Л. Л. Гіршмана в Харкові

Народився 13 березня 1839 р. в м. Тукумс в купецькій родині лютеранського віросповідання. У цьому ж році його сім'я переїхала до Харкова. У 1855 р. закінчив із золотою медаллю Першу Харківську чоловічу гімназію та вступив на медичний факультет Імператорського Харківського університету. У 1860 р. закінчив навчання та отримав диплом лікаря з відзнакою,. Стажувався в клініках Німеччини та Франції, навчався у відомих науковців Відня, Парижа, Гейдельберга, Берліна — Р. Вірхова, Дюбуа-Реймона, Гельмгольца, Грефе тощо. Активна наукова діяльність Гіршмана в Німеччині відзначена його обранням в члени Гейдельберзького офтальмологічного товариства у 1865 р.. У 1868 р. захистив докторську дисертацію за матеріалами, зібраними за кордоном «Материалы для физиологии цветоощущения». Йому присуджено вчений ступінь доктора медицини. Він був допущений до викладання офтальмології як приват-доцент кафедри теоретичної хірургії Імператорського Харківського університету. З 1870 р. — штатний доцент офтальмології. У 1872 р. під керівництвом Гіршмана при Харківському університеті відкрита перша в Україні спеціалізована офтальмологічна клініка на 10 ліжок. З 1875 року — професор кафедри теоретичної хірургії Харківського університету (1875). Під час російсько-османської війни 1877—1878 рр. перебував на фронті. З 1885 р. — професор створеної ним кафедри офтальмології. Налагодив виготовлення окулярів і започаткував оптичну справу в Харкові. Заслужений професор Імператорського Харківського університету з 1893 року. У 1895 р. науковець безстроково залишений на посадах завідувача кафедри і директора офтальмологічної клініки. У 1905 р. професор Гіршман залишив університет на знак протесту проти відрахування революційно налаштованих студентів. Завдяки внескам приватних осіб та організацій було зібрано необхідну суму на будівництво очної лікарні спеціально для нього. У 1908 р. на Москалівці, в орендованому приміщенні відкрито міську лікарню на 10 ліжок, яка одразу офіційно отримала ім'я науковця. У 1912 р. для її комфортного розташування побудований будинок, де Леонард Леопольдович працював до кінця життя (нині вул. О. Гончара). У 1910 р. Гіршман брав активну участь в організації Жіночого медичного інституту. За його ініціативи у 1886 р. відкрите Харківське відділення піклування про сліпих і засновано училище для сліпих дітей. На початку Першої світової війни він організував «Комитет пособия ослепшим воинам» (1914). Багаторічний голова комітету Харківської допоміжної медичної каси. Став дійсним статським радником у 1890 році, піднесений у спадковий дворянський стан. Почесний член Харківського медичного товариства (1886), Харківського фармакологічного товариства, Єлисаветградського, Ростовського-на-Дону, Кавказького медичних товариств, а також Товариств кременчуцьких, таганрозьких, сімферопольських лікарів, багатьох закордонних медичних товариств. 11 березня 1914 р. на засіданні Харківської міської думи професору Л. Л. Гіршману надано звання Почесного громадянина м. Харкова. 
 Помер 3 січня 1921 р. в Харкові. Причина смерті — застарілий туберкульоз кишки. Студенти, лікарі, викладачі несли труну з тілом покійного на руках до самого цвинтаря. Похований на міському кладовищі № 2. На могилі видатного офтальмолога встановлено пам'ятник.

## Наукова та педагогічна робота

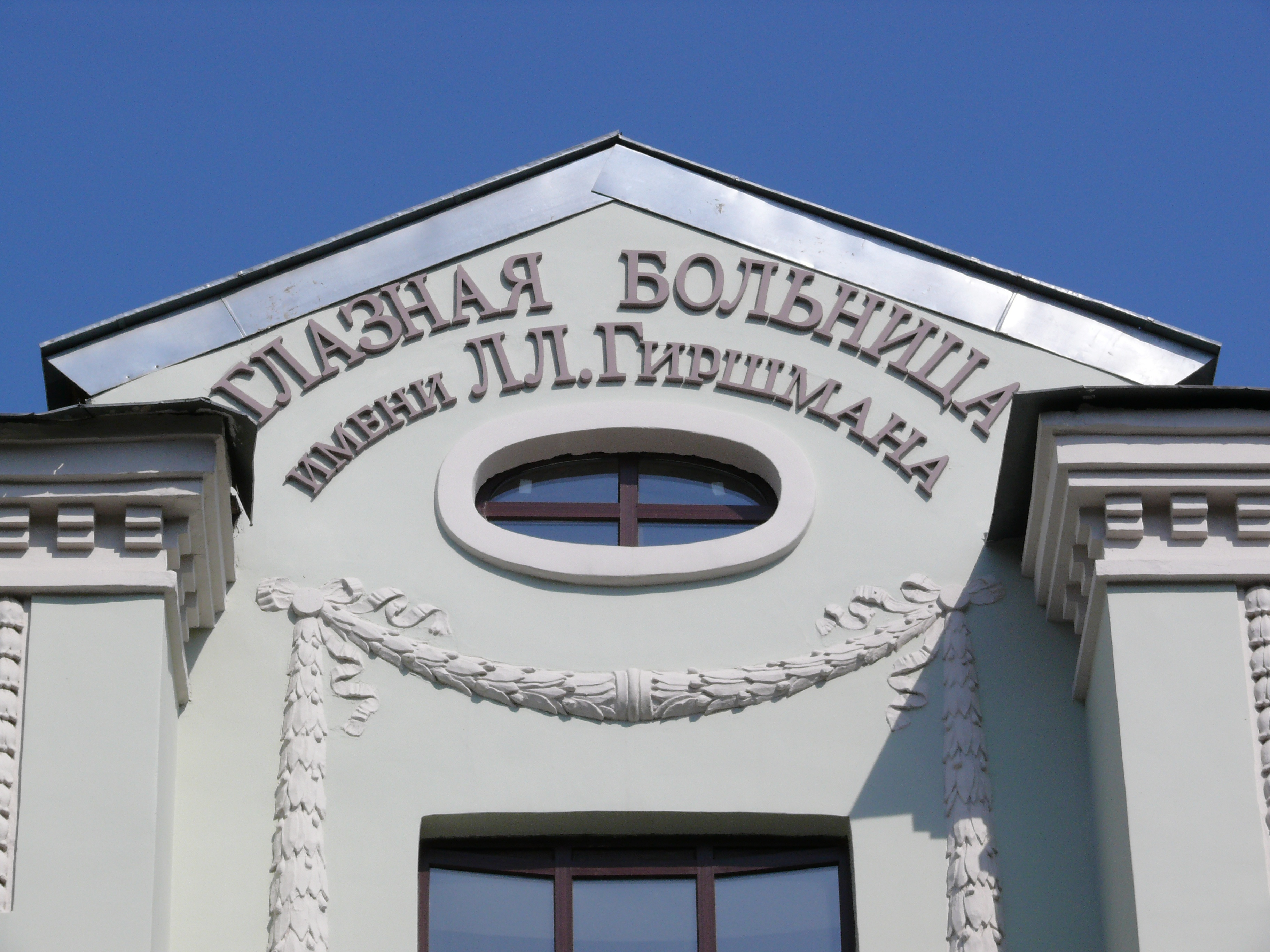
Харківська очна клініка ім. Гіршмана

Наукова спадщина Л. Л. Гіршмана невелика, його перу належать трохи більше 20 праць. Проте видатні дослідження науковця цитувались і визнавались зразковими за методикою і точністю. Наукові праці присвячені фізіології кольоросприймання, емболії судин сітківки, лікуванню трахоми, міозу, мідріазу та інших очних хвороб. Дослідження про найменший кут зору визнано свого часу видатними за своїм методом і точністю дослідження. Дві праці мають статистичний характер: «Статистика слепых за пятилетие 1869—1873 и причины потери у них зрения» і «Статистика клинических и госпитальных больных и операций над ними за 1873 и 1874 гг.». У своїх статтях Гіршман писав про доцільність лікування відшарування сітківки шляхом проколу склери, втім захворювання вважалось невиліковним, рекомендував використовувати хінін в офтальмологічній практиці, писав про лікування трахоми — поширеного тоді захворювання. Велике значення мала актова доповідь «Трахома — народная болезнь» (1890). Професор не визнавав операційних методів лікування цього захворювання і досягав позитивних результатів навіть у запущених випадках. Вважав, що «тільки з покращенням гігієнічних та економічних умов життя, з підняттям культури трахома перестане бути народним лихом». Понад 30 років (1880—1914) науковець знайомив західну офтальмологію із досягненнями вітчизняної офтальмологічної науки, публікуючи реферати у німецькому журналі «Archiv fir Augenheilkunde». Гіршман розглядав захворювання очей не ізольовано, а у зв'язку із загальним станом організму. Талановитий діагност, він досконало володів очним дзеркалом, і чудовий хірург, який швидко і точно оперував обома руками. Майстерний шліфувальник скла, видатний лікар започаткував окулярну оптику в Харкові. Леонард Леопольдович не тільки безкоштовно лікував бідних, але й матеріально допомагав їм. За словами його учня, професора Є. Браунштейна, в кабінеті Гіршмана нужденним роздавалися суми, що в багато разів перевищували гонорар лікаря за день. За своє життя професор Л. Л. Гіршман прийняв близько мільйона хворих. Його девізом були слова: «У мене немає останньої години роботи, а є останній хворий». Леонард Леопольдович був чудовим педагогом. Прагнучи передати свій досвід не лише студентам, а й молодим лікарям, професор організував офтальмологічний гурток. Створив школу вітчизняних офтальмологів, заклав основи викладання і популяризації знань про очні хвороби.

## Нагороди та відзнаки
- Орден Св. Анни 2-го ст. (1879)
- Орден Св. Володимира 3-го ст. (1894)
- Орден Св. Станислава 1-го ст. (1896)
- Орден Св. Анни 1-го ст. (1907)
- Заслужений професор (1893)

## Вшанування пам'яті
- У 1926 р. пров. Сорокинський перейменовано на ім'я заслуженого професора (нині вул. Л . Л. Гіршмана).
- За адресою вул. Гіршмана, 1 у 1956 р. відкрито мармурову дошку: «Вулиця Гіршмана Л. Л. названа ім'ям відомого російського вченого-медика, засновника першої в Харкові клініки очних хвороб».
- Пам'ятну дошку на честь видатного науковця відкрито у 1995 р. за адресою вул. Гіршмана, 5: «В цьому будинку мешкав заслужений професор-офтальмолог Леонард Леопольдович Гіршман 1859—1921 рр.». Його ім'ям названо Харківську міську офтальмологічну лікарню, свого часу побудовану для науковця на народні кошти — нині Міська клінічна лікарня № 14 ім. проф. Л. Л. Гіршмана (вул. Олеся Гончара, 5). На фасаді лікарні встановлено меморіальну дошку на честь видатного лікаря: «1908 — 1921. В цій лікарні працював заслужений професор-офтальмолог Леонард Леопольдович Гіршман»[4].
- У 2009 р. у сквері біля очної клініки відкрито пам'ятник Леонарду Гіршману. На постаменті встановлено фігури лікаря та сліпої дівчинки.